# .tp
.tp era o código TLD (ccTLD) na Internet para Timor-Leste. As letras têm origem na designação histórica colonial, quando o território era chamado Timor Português, onde era uma colónia de Portugal. Este domínio de topo foi criado em dezembro de 1997 pela Connect Ireland, um provedor de acesso à Internet sediado em Dublin, na República da Irlanda, quando Timor-Leste ainda estava sob o domínio da Indonésia.
O domínio .tp ainda continua em uso, porém Timor-Leste mudou o seu código de .tp para .tl depois da independência. Contudo, .tl não estava no padrão ISO 3166-1 de código de países de duas letras. Mesmo assim, o domínio .tp ainda continuava com uma grande quantidades de sites, após a mudança ter começado em fevereiro de 2007.

## Controvérsia
Em 1999, antes da realização do referendo em Timor-Leste para a independência, sites com o domínio '.tp' foram atacados por hackers simpatizantes pró-indonésios e a Connect Ireland recebeu diversos telefonemas maliciosos. Entretanto, quando o então líder pela independência e agora primeiro ministro, José Ramos-Horta pronunciou-se em favor de hackear sites indonésios, a Connect Ireland lançou um comunicado condenando o uso de qualquer tipo de hacking como uso de arma política.

## Transição para o .tl
.tl é um código ccTLD que não está no padrão ISO 3166-1, e o Departamento de Informações Tecnológicas de Timor-Leste está a trabalhar, juntamente com a Connect Ireland, para fazer uma transição segura e estável para o ccTLD .tl, onde qualquer site registado no domínio .tp tem garantido o mesmo domínio em .tl sem qualquer custo. Ambas as "versões" .tp e .tl dos sites terão os mesmos dados de registos, de dados whois e nome de servidos, para domínios legais.
Até recentemente, os únicos endereços de Internet válidos com o domínio .tl foi o Network Information Center, www.nic.tl, mas agora existem outros, como o site do governo www.timor-leste.gov.tl e o site das telecomunicações do Timor Leste www.timortelecom.tl.
Até outubro de 2005, nenhum novo registo era aceito com o domínio .tp.

## Atualização das informações no IANA
Por um longo tempo, de acordo com o site da IANA, o domínio .tl foi listado como não atribuído, no qual o .tp era ainda listado para Timor Leste. Xanana Gusmão, agora uma grande figura política e uma vez presidente, ainda é listado como contacto administrativo. O Departamento de Informação Tecnológica de Timor-Leste enviou um comunicado para o IANA requerendo que as informações fossem atualizadas. Em 30 de setembro de 2005, a atualização foi feita e o .tl é agora listada como um domínio de topo ativo.